# Улица Капитана Буркова
Улица Капита́на Бу́ркова — улица длиной 1,44 км, расположенная на кромке третьей террасы и занимающая увал от улицы Книповича в долине Варничного ручья до улица Карла Маркса в Мурманске.
18 декабря 1965 года улица была названа в честь Константина Буркова, капитана рыбопромыслового флота, участника Советско-Финской и Великой Отечественной войн. Ранее часть улицы севернее школы № 1 именовалась Беломорской, а южная — Полярные Зори (позднее это название перешло на параллельную улицу).
От улицы Капитана Буркова к центральной части Мурманска есть лишь два автомобильных спуска — улица Карла Маркса и улица Книповича.

## Здания и сооружения
Улица застроена преимущественно 5-этажными жилыми домами.
Примечательные здания, расположенные на улице Капитана Буркова:
- № 4 — Военный комиссариат Мурманской области;
- № 11/18 — Центральная детская библиотека города Мурманска филиал № 7;
- № 30 — Мурманская областная детско-юношеская библиотека;
- № 31 — Школа № 1 и памятник писателю Валентину Пикулю в сквере возле неё;
- № 34 — Прогимназия № 40.